# 후난 샹타오
후난 샹타오(중국어 간체자: 湖南湘涛, 정체자: 湖南湘濤, 병음: Húnán Xiāngtāo)는 중국 후난성 창사 시를 연고로 하는 축구 클럽이다. 현재 중국 갑급리그에 참가하고 있다.

## 역사
- 2004년: 클럽의 전신인 후난 샹타오(湖南湘涛足球俱乐部)가 창단됨.
- 2006년: 클럽 명칭을 후난 산촨 샹쥔(湖南湘涛足球俱乐部)으로 변경함.
- 2007년: 클럽이 을급리그로 강등당하자 후난 성 체육국이 구단을 재편성함. 클럽 명칭 또한 후난 샹타오(湖南湘涛足球俱乐部)로 변경됨.

## 성적
- 중국 을급리그 우승 1회 (2009년)

## 선수 명단

### 역대
- 알렉스 아그보(2005 ~ 2006)